# Тарнович Юліян Стефанович
Юліян Тарнович (псевд. Юліян Бескид) (2 січня 1903 — 28 вересня 1977) — український громадський діяч, журналіст, публіцист і письменник .

## Життєпис
Юліян Тарнович народився у селі Ростайному (нині Розстайне Ясельського повіту Підкарпатського воєводства) на Західній Лемківщині неподалік Дуклі, у родині парафіяльного священика Стефана Кот-Тарновича (пом. 1908).
У 1921 р. у Львові записується в Український підпільний університет і вчиться до 1924 року. Навчаючись у Львові, стає членом Української військової організації (УВО). Після закінчення юридичного факультету в 1928 р. повертається в Тарнавку, одружується з селянською дівчиною Анною Лазенгою в сусідньому селі Синява біля Риманова, де будує хату з наміром займатися сільським господарством.
У 1928 р. почав дописувати до студентських підпільних видань, таких як «Неділя» і «Бескид». У 1929—1932 р. навчається у Торговельній академії у Львові. Уже в 1930 р. появляються на сторінках майже усіх українських часописів у Львові його нариси, новели, оповідання та статті переважно на економічні та господарські теми. 1933 р. вступає на філософський факультет Львівського університету, де навчається до кінця 1935 р. В 1935 р. стає співробітником Наукового товариства ім. Тараса Шевченка.
У 1934 р. старанням Лемківської комісії при Товаристві «Просвіта» у видавництві «Українська преса» Івана Тиктора формується редакційна колегія часопису «Наш лемко», Тарнович стає його редактором. «Нашому лемкові» надає український патріотичний характер (на противагу видаваній у Криниці русофільській газеті «Лемко») і редагує його до вибуху війни в 1939 р. Одночасно засновує «Бібліотеку Лемківщини», в якій було надруковано сім його книжок. Писав тоді під псевдонімами: Юліан Бескид, Юрій Землян і Осип Журба. За переконання і активну патріотичну діяльність на Лемківщині його постійно переслідувала поліція, а згодом він був ув'язнений і тривалий час просидів у Березі Картузькій.
У квітні 1940 р. Юліан Тарнович виїжджає до Кракова, там же редагує «Народну бібліотеку», в якій було надруковано його дев'ять книжок про Лемківщину. Між ними «20 років неволі Лемківщини під польським ярмом» та «Матеріальна культура Лемківщини». Тут також почав редагувати тижневик «Краківські вісті». У 1941 р. після вибуху Німецько-радянської війни повертається до Львова, де редагує шість тижневиків: «Рідна земля», «Станіславські вісті», «Тернопільський голос», «Воля Покуття», «Стрийський голос» і «Голос Підкарпаття». Пише літературні нариси і новели для щоденника «Львівські вісті».
У 1942—1946 роках написав понад 500 літературних творів, з яких частина друкувалася німецькою мовою.
За одну тільки книжку «Ілюстрована історія Лемківщини» йому місця на рідній землі вже не було. І він, залишаючи в Синяві родину, змушений був податися на еміграцію.
У 1944 р. Юліан Тарнович опиняється у Празі, згодом у Відні, Мюнхені та Реґенсбурзі, де в 1946 р. засновує часопис «Українське Слово» і розбудовує велику друкарню, в якій видано понад 350 тисяч аркушів українських літературних творів, а також друковано матеріали і підручники для українських шкіл та тисячі особистих документів.
У 1948 р. Тарнович переїжджає у Торонто в Канаді. Тут він у співпраці з владикою Борецьким починає видавати католицький часопис «Наша мета» і редагує перший Шематизм Торонтонської єпархії. Редактор газети «Лемківщина» (1950—1953), «Український робітник» (1950—1955), у 1965—1970 рр. — «Лемківські вісті», видавець і співредактор газети «Мета» (1960-1970-ті pp.) та ін.
Видав ряд календарів: у 1939 р. — «Лемківський календар», в 1941 р. — «Календар Українського Видавництва», у 1947 р. — «Календар українського слова».
У 1965—1970 рр. зредагував і видав 5 календарів «Лемківських вістей».
Під його наглядом вийшла друком епохальна праця д-ра Пастернака «Археологія України», д-ра Тисовського «Життя в Пласті» та Л. Мосендза «Останний пророк».
У 1964 р. видав великий альманах «У Христовім винограднику» і «Чверть століття на владичному престолі». Любив малювати і намалював олією біля трьохсот чудових лемківських церков, що зберігаються в музеї його імені в Торонто, яким опікується Максим Маслей.

## Праці, твори
- Тарнович Ю. Ілюстрована історія Лемківщини. — Львів: На Сторожі, 1936. — 287 с.
- Тарнович Ю. Історичні пам'ятки в західних Карпатах. — Львів, 1937.
- Тарнович Ю. Верхами Лемківського Бескиду. — Львів, 1938.
- Тарнович Ю. За Срібнолентим Сяном. — Львів, 1938.
- Тарнович Ю. Лови на Лемківському Бескиді. — Львів, 1938.
- Тарнович Ю. Сяндецька земля. — Львів, 1938.
- Тарнович Ю. Мова століть. Лемківщина в переказах. — Львів, 1939.
- Тарнович Ю. З кігтів сатани. — Краків, 1940.
- Тарнович Ю. Рвуться кайдани. — Краків, 1940.
- Тарнович Ю. 20 років неволі. — Краків, 1940.
- Тарнович Ю. Лемківщина: матеріальна культура. — Краків : Українське Видавництво, 1941. — 168 с.
- Тарнович Ю. Сипкова поляна: оповідання. — Краків : Українське Видавництво, 1941. — 66 с.
- Тарнович Ю. Батьківська слава: Історична читанка. — Краків : Українське Видавництво, 1941. — 132 с.
- Тарнович Ю. Княже місто Сянік. — Краків : Українське Видавництво, 1941. — 32 с.
- Тарнович Ю. До джерел Вислока. — Краків, 1941.
- Тарнович Ю. Чому плугатарі не їдуть. — Краків, 1941.
- Тарнович Ю. За родиме право. — Краків, 1942.
- Тарнович Ю. На бездоріжжях. — Прага, 1942.
- Тарнович Ю. Пісня Бескиду. — Прага, 1942.
- Тарнович Ю. Долиною Дунайця. — Прага, 1942.
- Юліян Бескид. Перша відпустка. — Стансилавів, 1943.
- Тарнович Ю. У невідоме. — Відень, 1944.
- Бескид Ю. Люди без прізвищ. — Реґенсбурґ : Українське Видавництво, 1946. — 39 с.
- Тарнович Ю. Теофанова дочка. — Реґенсбурґ, 1946.
- Тарнович Ю. Хочу бути здоровий. — Реґенсбурґ, 1947.
- Тарнович Ю. За родиме право: оповідання з часів Визвольних Змагань Лемківщини за своє національне життя. — Реґенсбурґ: Накладом Об'єднання Українських Комбатантів, Філія Реґенсбурґ, 1948 (перевидана). — 103 с.
- Тарнович Ю. Люди на вулиці. — Нью-Йорк, 1948.
- Тарнович Ю. На ріках Вавилонських. — Торонто, Канада: [б.в.], 1952. — 95 с.
- Тарнович Ю. На згарищах Закерзоння, 1954.
- Бескид Ю. Свята, рідна земля. — Торонто; Пассейк, 1966. — 88 с.
- Оповідання з життя Лемківщини
- Тарнович Ю. Ілюстрована історія Лемківщини: (3 карти і 100 іл.) / Юліян Тарнович. — Львів: На сторожі, 1936. — 285, 1 с. : іл. — (Бібліотека Лемківщини ; ч. 1).
- Батьківська слава: іст. читанка / зладив Ю. Тарнович. — Краків: Укр. вид-во, 1941. — 131, 1 с. : іл.